# هریت لین
 هریت لین (انگلیسی: Harriet Lane؛ ۹ مهٔ ۱۸۳۰ – ۳ ژوئیهٔ ۱۹۰۳) یک سیاست‌مدار اهل ایالات متحده آمریکا بود. وی بین سال‌های ۱۸۵۷ تا ۱۸۶۱ عهده‌دار سمت بانوی اول ایالات متحده بوده‌است.